# Daddy Yankee
Ramón Luís Ayala Rodríguez (San Juan, Porto Rico, 3 de fevereiro de 1976), popularmente conhecido como Daddy Yankee, é um cantor, produtor, empresário e rapper porto-riquenho, vencedor de 6 Grammy Latin Awards. Daddy Yankee é famoso por gravar canções que estão tanto em espanhol quanto em inglês, dentre elas o sucesso "Gasolina". Em 2017 colaborou cantando o mega hit "Despacito" com Luis Fonsi. A fortuna dele é de 15 milhões.

## Carreira musical

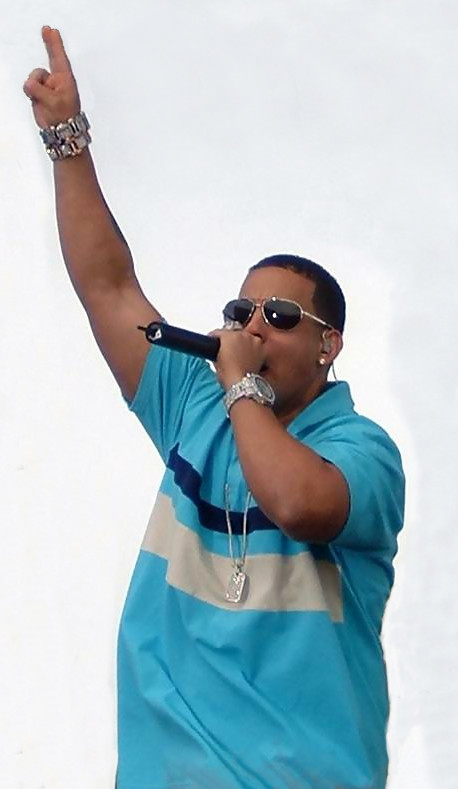
Daddy Yankee em um show em 2006.

Ele apareceu pela primeira vez na Mixtape do DJ Playero de 1992, Playero 34, com a música "So' Persigueme, No Te Detengas".
Seu talento aflorou como um hobby, em festas de amigos do bairro, a Villa Kennedy, um projeto habitacional em San Juan. Na saída de um estúdio se viu envolvido em um tiroteio o que acabou o levando ao hospital, com uma bala na perna, o que fez que abandonasse o sonho de ser jogador profissional de baseball. Ayala então procurou a música como profissão integral e explorou o Reggaeton como seu estilo musical principal em uma época em que Rap e Hip-Hop eram norma em Porto Rico.
A persistência de Ayala por dez anos eventualmente se pagou. Sua ascensão súbita a riqueza e fama foram resultado do hit Gasolina (que foi escrito por Eddie Dee e produzido pela dupla Luny Tunes), de seu álbum de 2004, Barrio Fino. Este álbum vendeu mais de 1,093,000 cópias nos Estados Unidos e também vendeu muito bem na Ámerica Latina, assim como a Europa, Ásia e Austrália e vendeu 5 milhões no mundo.
Ele já apareceu em mais de 70 álbuns, incluindo compilações como; "Más Flow 2" e "Blin Blin Vol. 1". Ele se apresentou com Nicky Jam do fim dos anos 90 ao começo dos anos 2000. Ele também se apresentou com Luny Tunes, DJ Blass, DJ Eric, Eliel, Nas, DJ Tony Touch, Lloyd Banks, Young Buck, Snoop Dogg e muitos outros.
Em 2005, Ayala foi escolhido para um filme da Paramount, "Talento de Barrio". Ayala diz que apesar de o filme não ser autobiográfico, ele representa a vida dele e de outros vivendo nas ruas da América Latina.
Em 2006, Ayala apresentou sua própria linha de roupas, chamada DY. Ele também fez uma parceira com a Reebok para ter seus próprios sapatos e aparatos de esportes, que foram lançados em 23 de maio de 2006.
Ayala também apresenta "Daddy Yankee On Fuego", um show de rádio transmitido pela Rede de Rádios ABC.
No DVD bônus de Barrio Fino En Directo, Ayala é lembrado dizendo que ele vai fazer de seu próximo lançamento, The Cartel: The Big Boss, um sucesso. Ele também avisa, "El Cartel, em breve."
Ele foi escolhido como uma das 100 pessoas que mais influenciam de acordo com a TIME magazine.
Ayala tem faixas de participação no novo cd do Luny Tunes e Tainy, Mas Flow: Los Benjamins.
A rixa, ou Tiraera, de Ayala é seu rival de Reggaeton Don Omar e resultou no lançamento de várias músicas dedicadas um ao outro porque ambos se consideram "Rei do Reggaeton".
Ayala, com Andres Hernandez, é um dos donos da El Cartel Records. Sua música, Impacto, lançada no álbum El Cartel: O Grande Chefão de 2007, aparece na lista de reprodução da estação de rádio San Juan Sounds dos jogos Grand Theft Auto IV e Grand Theft Auto: The Lost and Damned da Rockstar Games.
No videogame Grand Theft Auto IV, Daddy Yankee empresta sua voz à estação San Juan Sounds, onde atua como DJ da estação de rádio reggaeton; a música "Impacto" também aparece. Este é um jogo de ação e aventura de mundo aberto desenvolvido pela Rockstar North.
Em 29 de novembro de 2013, ele lançou seu jogo Trylogy.
Em 2017, Daddy Yankee faz um dueto em Despacito em colaboração com o cantor porto-riquenho Luis Fonsi, que é um sucesso no mundo.
Em 2017, o papai Yankee doou US $ 100.000 para o Banco de Alimentos de Porto Rico após os danos causados pelo furacão Maria. O dinheiro forneceu comida para cerca de 9.000 famílias na ilha.
Como ator, ele também toca filmes e séries americanas.
Omar por dez anos para o título de "Rei de Reggaeton", Daddy Yankee e Don Omar anunciou no início de 2016, uma conferência de imprensa que eles iriam ocorrer juntos no palco de uma série de concertos intitulada A Tour Mundial do Reino. O anúncio da turnê deixou muitos fãs incrédulos porque foram vendidos em minutos em grandes cidades como Las Vegas, Orlando, Los Angeles, Nova York. Os shows foram estruturados como uma luta de boxe, onde os dois artistas puderam trocar turnês musicais, e os fãs votaram em seu vencedor em cada cidade através de um aplicativo criado para o evento. "Dois reis, um trono", disse o fundador do Pina Records, Rafael Pina, que tinha um relacionamento estabelecido com os dois artistas que também tiveram a ideia do conceito da turnê. Falando sobre a turnê e sua rivalidade com Daddy Yankee, Don Omar disse: "Deixe-me esclarecer: eu não sou seu melhor amigo, e não é o meu melhor amigo, mas nós respeitamos esse desejo. "ser o melhor é o que nos levou a sermos melhores".
Em 2017, o Daddy Yankee, em colaboração com o cantor pop latino Luis Fonsi, lançou o single "Despacito". Tornou-se a primeira música em espanhol a alcançar o número 1 da Billboard Hot 100 desde a canção "Macarena" em 1996. O single tem sido um sucesso mundial. O vídeo oficial do "Despacito" no YouTube foi visto bilhões de vezes em 20 de abril de 2017 após 97 dias, tornando-se o segundo vídeo mais rápido do site a alcançar o marco por trás de "Hello" Adele. Seu sucesso levou Daddy Yankee a se tornar o artista mais visto no mundo no serviço de streaming Spotify em junho de 2017, sendo o primeiro artista latino a fazê-lo.
Desde outubro de 2017, Barrio Fino e Barrio Fino no Directo são o sétimo e décimo terceiro álbuns latinos mais vendidos nos Estados Unidos. Durante sua carreira, 63 músicas de Daddy Yankees se encontraram na parada Hot Latin Songs, incluindo 24 no top 10 e 5 no primeiro lugar. Daddy Yankee é o nono músico com mais singles em Hot Latin Songs. A lista quente da Billboard 100 contém 10 músicas de músicos.
Em agosto de 2018, Daddy Yankee participa do vídeo da Janet Jackson, Made For Now.
Em 2018, Daddy Yankee recebe um prêmio Icon no Latin American Music Awards.
Em outubro de 2018, o Daddy Yankee recebeu o prêmio de Criador de Diamante do YouTube Creator Awards, por ter mais de dez milhões de inscritos em seu canal do youtube.
Em 17 de abril de 2019, o cantor anuncia que um remix de seu hit Con Calma será lançado em breve com a cantora americana Katy Perry. É postando um vídeo no instagram de sua conta, ouvindo o remix, que ele confirma os rumores. Os dois artistas seguiram um ao outro nas redes sociais e começaram a fazer interações anunciando sua colaboração.

## Vida Pessoal

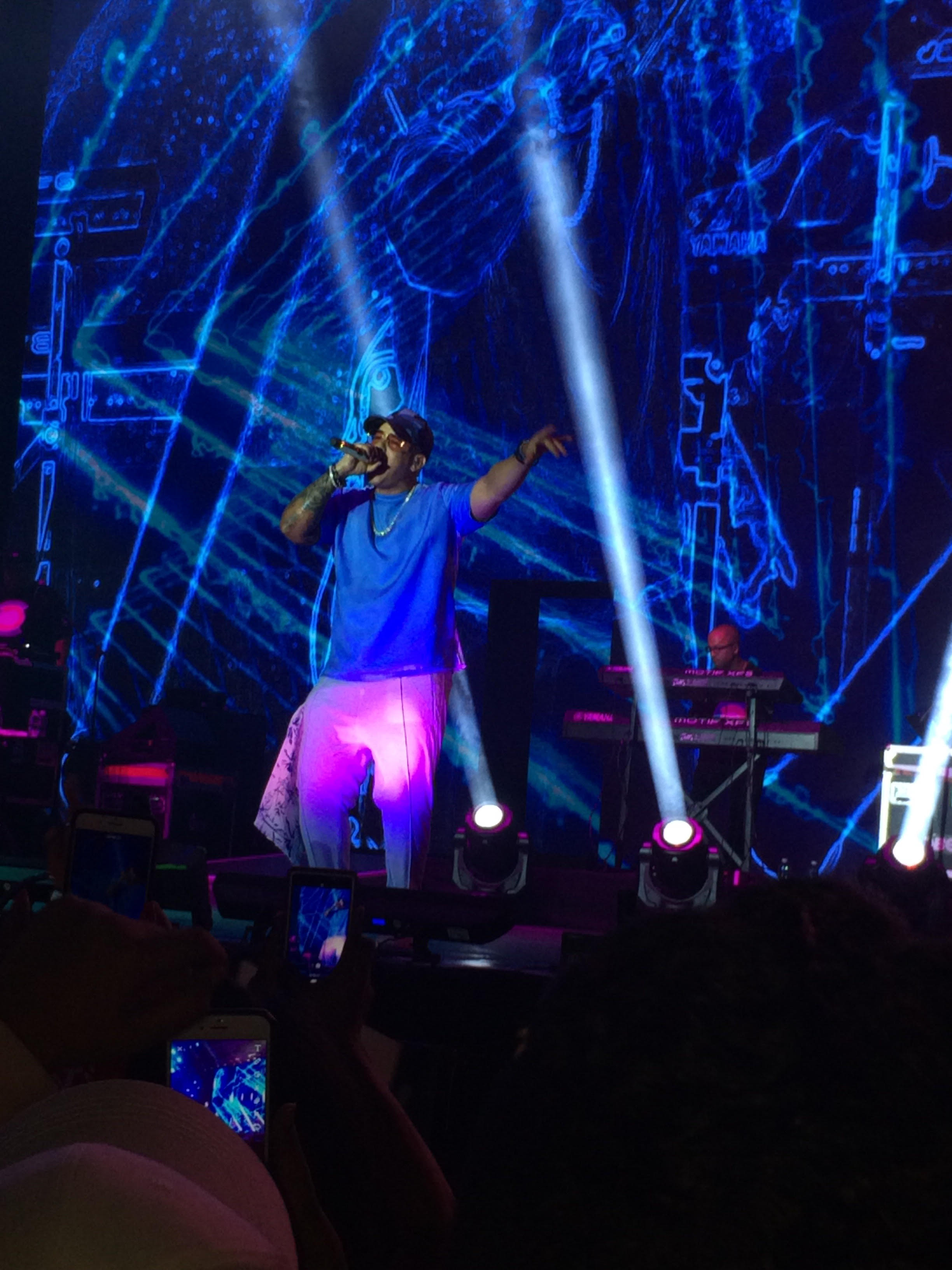
Daddy Yankee's Con Calma Tour 2019

Tem dois irmãos, Nomar Ayala e Melvin Ayala. Sua mãe se chama Rosa Rodriguez e seu pai Ramon Ayala. Quando tinha 17 anos, se casou com Mireddys González. O casal tem 2 filhos: Jeremy Ayala González e Jesaelys Ayala González 
Durante sua carreira, evitou falar sobre sua vida pessoal em entrevistas. Declarou que prefere manter o silêncio porque considera sua família um tesouro. Entretanto, em 2006, abriu uma exceção quando falou sobre sua relação com sua esposa e filhos em uma entrevista com María Celeste Arrarás em "Al rojo vivo". Sendo assim, descreve como «muito próxima» a comunicação com seus filhos, e quando pode conversa com eles sobre os perigos das drogas. Sua primeira filha, Yamilet Ayala nasceu quando ele tinha 17 anos, e descreveu que no princípio foi confuso ter um filho nessa idade.

### Crenças
Em dezembro de 2023, durante sua visita ao Coliseo de Porto Rico, ele anunciou que havia se tornado Cristão e queria servir na evangelização. 

## Filmografia
- 2002: Big Pun: Still Not a Player
- 2004: Reggaeton Video Hits: Vol. 1
- 2004: Reggaeton Super Vídeos
- 2004: Las Guanábanas
- 2004: Vampiros
- 2005: Daddy Yankee: Barrio Fino en Directo
- 2005: Gold Star Music: La Familia: Reggaeton Hits
- 2006: G-News: Season 2
- 2006 Vampiros
- 2007: Straight Outta Puerto Rico
- 2007: Cane - (Episódios 2."The Work Of A Business Man")
- 2008: Talento de barrio
- 2010: Pleasant Ave
- 2010: The Bold and the Beautiful
- 2018: Conocerás la verdad

## Discografia

### Álbuns
1. No Mercy - (1995)
2. El Cartel - (1997)
3. El Cartel II - (2001)
4. ElCangri.com - (2002)
5. Los Homerun-Es Vol. 1 - (2003)
6. Barrio Fino - (2004)
7. The King of New York - (2004)
8. Ahora le Toca al Cangri! Live - (2005)
9. Barrio Fino en Directo - (2005)
10. Tormenta Tropical, Vol. 1 - (2006)
11. El Cartel: The Big Boss - (2007)
12. Talento de Barrio - (2008)
13. Daddy Yankee Mundial - (2010)
14. Daddy Yankee Prestige - (2012)
15. King Daddy Edition - (2013)
16. King Daddy 2 - (2015)
17. ''Con Calma & Mis Grandes Exitos - (2019)
18. El Disco Duro - (2020)

### Singles
- 1992: Bailar reggaeton
- 1994: Donde mi no vengas
- 1994: Yamilete
- 1994: Mi funeral
- 1995: Oh My God!
- 1995: Prelude Opus Yankee
- 1995: La Soledad.
- 1995: Conserva tu figura
- 1995: Chica interesada
- 1995: Run Come Follow Me
- 1995: No problema
- 1995: Te ves bien
- 1996: Camuflash
- 1997: El cartel en la casa
- 1997: Peligro
- 1998: Posición (participação de Alberto Stylee
- 1998: "Mataron a un inocente (participação de Hector & Tito)
- 1998: ¿Por qué? (participação de Eddie Dee)
- 1998: Qué sera nuestro destino (participação de Cavalucci)
- 1998: Abran paso, (participação de OGM & Oakley)
- 1998: Todo hombre llorando por ti
- 1999: Knockout
- 1999: Las calles de mi islas (participação de Dmingo)
- 1999: Mujeres que no bailen
- 2000: No hacen na
- 2001: "Tu Cuerpo En Mi Cama" (participação de Nicky Jam)
- 2002: "Latigazo"
- 2002: "Son Las Doce" (participação de Nicky Jam)
- 2002: "Guayando" (participação de Nicky Jam)
- 2002: "Muevete y Perrea"
- 2003: "Gata Gangster" (participação de Don Omar)
- 2003: "Seguroski"
- 2003: "Party de Gangsters" (Babilonia)
- 2004: "Cójela Que Va Sin Jockey Flow"
- 2004: "Aquí Esta Tu Caldo Blin Blin Vol. 1" (Lançamento nas Rádios)
- 2004: "Gasolina" (#1 EUA Billboard Latino, México (3), Espanha, França (9) Colômbia, #3 Itália, #7 Alemanha, #8 Reino Unido, #7 Japão, #12 Suíça)
- 2004: "King Daddy"
- 2004: "Lo Que Pasó, Pasó" (#2 EUA Billboard Latino)
- 2004: "Salud y Vida"
- 2004: "Like You" (#78 EUA Billboard Hot 100)
- 2004: "Machete Los Anormales" (Lançamento nas Rádios)
- 2005: "Corazones"
- 2005: "Tu Principe" (participação de Zion y Lennox) (#35 EUA Billboard Latino)
- 2005: "No Me Dejes Solo" (participação de Wisin & Yande])
- 2005: "Rompe" (#1 EUA Billboard Latino, #24 EUA Billboard Hot 100)
- 2005: "Mirame" (participação de Deevani) (Lançamento nas Rádios)
- 2006: "Dale Caliente" (Ao vivo) (Lançamento nas Rádios)
- 2006: "Gangsta Zone" (participação de Snoop Dogg)
- 2006: "Machucando" (#2 EUA Billboard Latino)
- 2006: "Rompe (Remix)" (participação de Lloyd Banks & Young Buck)
- 2006: "Gangsta Zone (Remix)" (participação de Héctor El Father, Yomo, Angel Doze, Arcangel y De La Ghetto) (Lançamento nas Rádios)
- 2006: "El Truco"
- 2007: "Impacto"
- 2007: "Impacto (Remix)" (participação de Fergie) (#95 EUA Billboard Hot 100)
- 2007: "Ella me Levantó"
- 2008: "Somos de Calle"
- 2008: "Pose"
- 2008: "Somos de Calle (Remix)" (participação de Arcangel, Mc Ceja, Baby Rhasta, De La Gheto, Voltio)
- 2008: "Llamada de Emergencia"
- 2010: "Descontrol"
- 2010: "La Despedida"
- 2011: "Ven Conmigo" - Daddy Yankee (participação de Prince Royce)
- 2011: "Lovumba" - Daddy Yankee
- 2012: "Guaya" - Daddy Yankee (participação de Arcangel)
- 2015: "Sigueme y te sigo" - Daddy Yankee
- 2015: "Sabado Rebelde" - Daddy Yankee (participação de Plan B)
- 2015: "Vaiven" - Daddy Yankee
- 2016: "Shaky Shaky" - Daddy Yankee
- 2018: "Dura" - Daddy Yankee
- 2018: "Asesina Remix" (participação de Brytiago, Darell, Ozuna, Anuel AA)
- 2018: "Adictiva" (participação de Anuel AA)
- 2019: "Con Calma" (participação de Snow)
- 2019: "Con Calma Remix" (participação de Katy Perry, Snow)
- 2019: "Si Supieras" (participação Wisin & Yandel).
- 2019: "Que Tire Pa' 'Lante"
- 2020: "Muevelo "(participação Nicky Jam)
- 2020: "Definitivamente" (participação Sech)
- 2020: "Pam" (participação Justin Quiles, El Alfa)
- 2020: "Confía" (Com Sech)
- 2020: "Bésame" (participação Play-N-Skillz, Zion & Lennox)
- 2020: "Don Don" (Com Anuel AA, Kendo Kaponi)

## Colaborações
- 2002: "Mi Gatita y Yo" - Guanabanas (participação de Daddy Yankee)
- 2002: "Haciendo Escante" - Nicky Jam (participação de Daddy Yankee)
- 2002: "Tra Tra" - Hector & Tito (participação de Daddy Yankee, Don Omar, Voltio)
- 2002: "Gata Salvaje" - Hector & Tito (participação de Daddy Yankee & Nicky Jam)
- 2003: "Esta Noche Esta Buena" - Don Omar (participação de Daddy Yankee)
- 2003: "Maulla" - Yaga & Mackie (participação de Daddy Yankee)
- 2004: "Saoco" - Wisin (participação de Daddy Yankee)
- 2004: "Yo Voy" - Zion y Lennox (participação de Daddy Yankee)
- 2004: "What U Gon' Do (Latino Remix)" - Lil' Jon & The East Side Boyz (participação de Pitbull & Daddy Yankee)
- 2005: "Oye Mi Canto" - N.O.R.E (participação de Daddy Yankee, Big Mato, Gem Star, & Nina Sky)
- 2005: "Tempted To Touch (Remix)" - Rupee (participação de Daddy Yankee)
- 2005: "Oh Man" - Sean Paul (participação de Daddy Yankee)
- 2005: "Mayor Que Yo" - Daddy Yankee, Wisin & Yandel, Héctor El Father, Baby Ranks & Tony Tun Tun
- 2005: "Quítate Tú Pa Ponerme Yo" - Eddie Dee (participação de Los 12 Discipulos)
- 2005: "Drop It On Me" - Ricky Martin (participação de Taboo & Daddy Yankee)
- 2005: "Mamacita" - Pharrell Williams (participação de Daddy Yankee)
- 2005: "Rah Rah (Remix)" - Elephant Man (participação de Daddy Yankee & Pitbull)
- 2006: "Paleta" - Wisin & Yandel (participação de Daddy Yankee)
- 2006: "Taladro" - Eddie Dee (participação de Daddy Yankee)
- 2006: "Mía" - Tito El Bambino (participação de Yankee)
- 2006: "Se Activaron Los Anormales" - Divino (participação de Daddy Yankee)
- 2006: "A Romper La Disco" - Tommy Viera (participação de Daddy Yankee)
- 2006: "Caile (Remix)" - Tito El Bambino (participação de Daddy Yankee & Voltio)
- 2006: "Me Matas (Remix)" - Rakim y Ken-Y (participação de Daddy Yankee)
- 2006: "Agresivo (Remix)" - Arcangel & De LaGhetto, Jowell y Randy & Daddy Yankee)
- 2006: "Royal Rumble" - Daddy Yankee, Wisin, Wise, Zion, Hector El Father, Yomo, Don Omar, Franco "El Gorila", Alexis & Arcángel
- 2006: "Noche de Entierro" - Daddy Yankee, Wisin y Yandel, Hector El Father, Zion & Tony Tun Tun
- 2007: "Impacto Remix" - Daddy Yankee (participação de Fergie)
- 2007: "Cruet Valle - Genrardo (participação de DJ Gerry)
- 2007: "Compadre" - KZ (participação de Daddy Yankee, Lil Wayne & Aztek Escobar)
- 2007: "Lo Nuestro Se Fue - Ivy Queen (participação de Daddy Yankee, Wisin e Alex Rivera)
- 2009: "Hasta Abajo Remix" - Don Omar (Participação de Daddy Yankee)
- 2013: "'More than friends feat Daddy Yankee" - Inna (Participação de Daddy Yankee)
- 2014: "'Yandel feat Daddy Yankee'" - ""moviendo caderas""
- 2015: "We Wanna" - Alexandra Stan, Inna
- 2015: "Corazón" - Claudia Leitte (participação de Daddy Yankee)
- 2016: "Pierde Los Modales" - J Balvin - (participação de Daddy Yankee)
- 2016: "Andas En Mi Cabeza" - Chino & Nacho - (participação de Daddy Yankee)
- 2017: "Despacito" - Luis Fonsi (participação de Daddy Yankee)
- 2017: "Havana" - Camila Cabello (participação de Daddy Yankee)
- 2017: "Boom Boom" RedOne, French Montana, Dianah jane (participação de Daddy Yankee)
- 2017: "Despacito (Remix)" (Com Luis Fonsi, Justin Bieber)
- 2018: "Azukita" (Com Steve Aoki, Play N Skillz, Elvis Crespo)
- 2018: "Todo comienza en la disco" (Com Wisin, Yandel)
- 2018: "El combo me llama 2" (Com Benny Benni, Bad Bunny, Almighty, Juanka)
- 2018: "Made for Now" - Janet Jackson (participação de Daddy Yankee)
- 2019: "No Lo Trates " - (Com Pitbull, Natti Natasha)
- 2019: "Soltera Remix"  - (Com Lunay, Bad Bunny)
- 2019: "Choca" (Com Stephen Oaks, Rey Pirin, JayKay)
- 2019: "Runaway" (Com Sebastián Yatra, Jonas Brothers, Natti Natasha)
- 2019: "Instagram" (Com Dimitri Vegas & Like Mike, David Guetta, Afro Bros & Natti Natasha)
- 2019: "China" (Com Anuel AA, Karol G, Ozuna, J Balvin)